# Verkshöjd

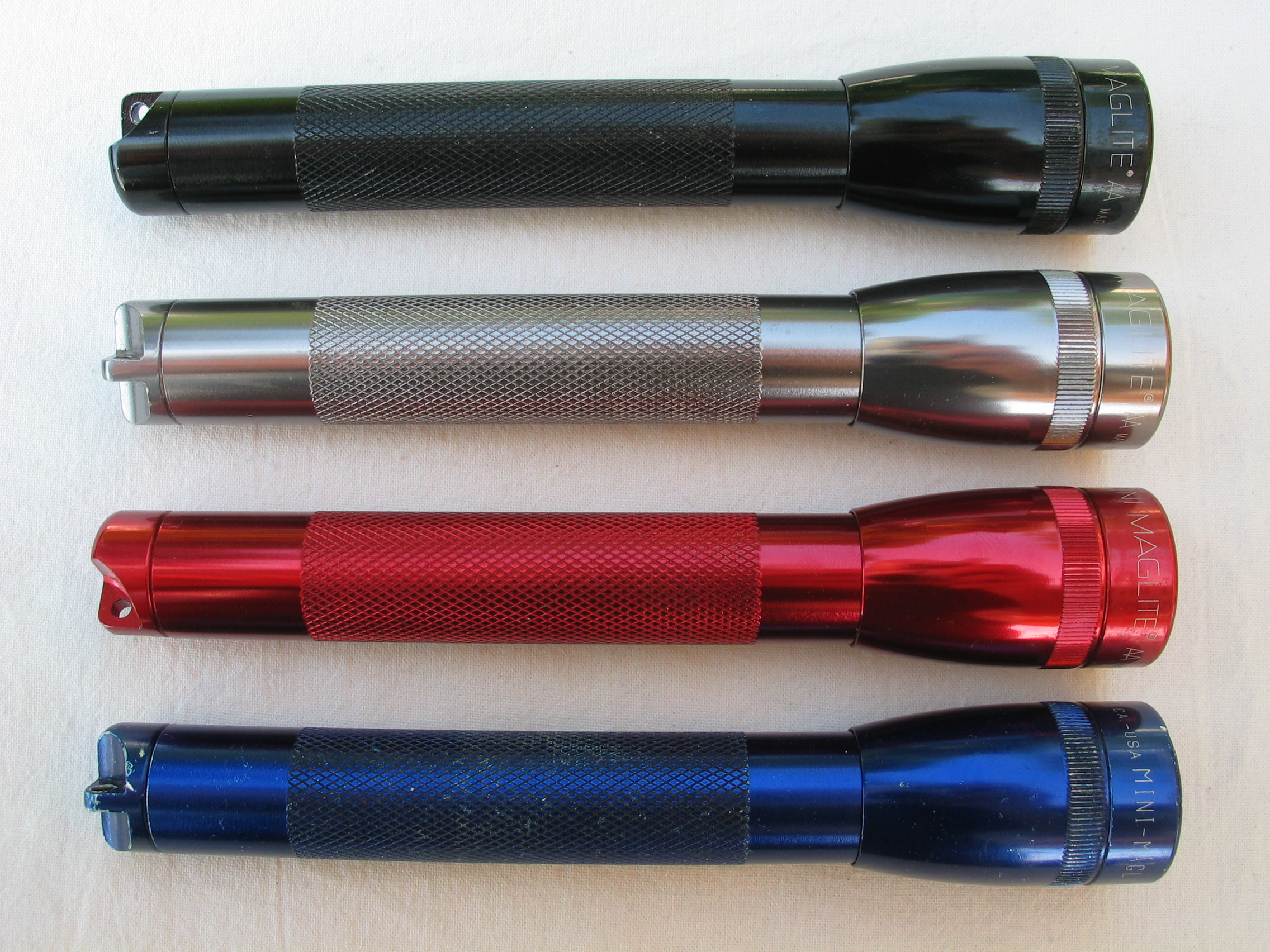
Högsta domstolen i Sverige fann att Maglite har verkshöjd, om också som gränsfall och med ett begränsat skyddsomfång.

Verkshöjd betyder att något uppnår en nivå av personligt skapande, och är ett juridiskt begrepp som används inom upphovsrätten för att avgöra när en skapare av ett verk med vissa restriktioner har ensamrätt till detta. Verkshöjd är ett mått på ett verks originalitet, individualitet och dess självständighet. 
Verkshöjd innebär att ett verk inte ska ha kunnat framställas av någon annan, oberoende av den förre. Verkshöjden inbegriper inte idéerna, motivet eller innehållet i ett verk, utan dess unika form, uttryck och gestaltning. Ett verk som vem som helst skulle kunna komma på har mycket låg verkshöjd och ger inte de speciella förmåner till skaparen av verket, som ett verk av godkänd verkshöjd ger.

## Fotografi
Verkshöjd för fotografier bygger, liksom för andra konstformer, på i vilken grad fotografiet avspeglar skaparen. Ett fotografi som kunde ha tagits av någon annan i samma situation bör i allmänhet inte räknas som ett fotografiskt verk. Bedömningen är subjektiv och varierar från land till land. Normala turistfoton, pressbilder och enklare porträtt räknas inte som verk i en del länder, medan andra utesluter närmast bilder tagna utan personlig insats. Rättsfallen är ofta för få för att gränsdragningen skulle kunna anses etablerad.
I flera länder, däribland Finland och Sverige, får fotografier som inte uppnår verkshöjd ett speciellt skydd som fotografiska bilder.

## Musik
Inom musik diskuterar man alltid verkshöjden när det till exempel finns en misstanke om plagiat. Detta är väldigt vanligt inom populär radiomusik och schlagerlåtar eftersom de i stor utsträckning strävar efter att ge igenkänning till annan musik.

## Patent
För att en uppfinning ska vara patenterbar måste den vara ny och ha uppfinningshöjd, vilken skiljer sig från verkshöjden.